# Desheng (köpinghuvudort i Kina, Hubei Sheng, lat 32,45, long 109,85)
Desheng (kinesiska: 得胜) är en köpinghuvudort i Kina. Den ligger i provinsen Hubei, i den centrala delen av landet, omkring 470 kilometer nordväst om provinshuvudstaden Wuhan. Antalet invånare är 24 723. Befolkningen består av 11 080 kvinnor och 13 643 män. Barn under 15 år utgör 15,0 %, vuxna 15-64 år 73 %, och äldre över 65 år 10,0 %.
Runt Desheng är det ganska tätbefolkat, med 111 invånare per kvadratkilometer. Närmaste större samhälle är Shuiping, 16,6 km söder om Desheng. I omgivningarna runt Desheng växer i huvudsak blandskog.
Genomsnittlig årsnederbörd är 1 072 millimeter. Den regnigaste månaden är september, med i genomsnitt 177 mm nederbörd, och den torraste är december, med 5 mm nederbörd.